# Burg Heinsberg
Die Burg Heinsberg ist die Ruine einer auf einer Motte (Turmhügelburg) errichteten Randhausburg in der nordrhein-westfälischen Kreisstadt Heinsberg. Das als Burg- und Kirchberg bezeichnete Areal wurde im 16. Jahrhundert zu einer bastionierten Festung ausgebaut.

## Geschichte und Beschreibung
Das Areal Burgberg/Kirchberg ist eine der größten erhaltenen Mottenanlagen des Rheinlandes.  Ein natürlicher, sich am Rande des Rurtales in die Niederung erstreckender Geländesporn wurde durch zweifache Abgrabung unterteilt, nämlich in den Burgberg und den Kirchberg. Hierbei wurde das Ende des Geländespornes, also der heutige Burgberg, zu einem rund 10 Meter hohen Haupthügel künstlich erhöht.  Als Vorburg diente  der heutige Kirchberg, auf dessen Terrain nach Vorgängerbauten im 15. Jahrhundert die gotische Stiftskirche St. Gangolf errichtet wurde. Die genauere Baugeschichte der Burg ist nicht bekannt. Archäologische Untersuchungen des Burgberges zeigten sich überlagernde Siedlungs- und Schuttschichten aus dem 11. bis 16. Jahrhundert.
Zu einem nicht genau bekannten Zeitpunkt, vermutlich im 11. Jahrhundert, wurde die Burg zum Sitz der Herren von Heinsberg. Zunächst dürfte die Burg weiterhin wenig mehr als eine Holzerdeanlage gewesen sein, sie wurde jedoch, nicht zuletzt aufgrund der 1144 erfolgten Zerstörung von Burg und Siedlung durch Heinrich von Limburg im Auftrag des römisch-deutschen Königs Konrad III. im Laufe des 12. Jahrhunderts zu einer in Stein aufgemauerten Randhausburg ausgebaut. Beim Ausbau wurde auch ortsfremdes Material wie Kalkstein, Tuff, Mergel und Sandstein verwendet. 
Nachdem die Herrschaft Heinsberg durch Eheschließung und Erbgang an das Herzogtum Jülich gefallen war, wurde die Burg ab 1484 Sitz eines jülischen Amtmannes. Nachdem Wilhelm V. von Jülich, Kleve und Berg 1538 durch die geldrischen Stände zum Herzog von Geldern gewählt worden war, das auch der römisch-deutsche Kaiser Karl V. für sich beanspruchte, wurde noch im gleichen Jahr aufgrund der exponierten Lage Heinsbergs zu den Spanischen Niederlanden begonnen, Stadt und Burg Heinsberg zu einer modernen Festung auszubauen. Die Planung oblag Bertram von Zündorf, der für das Herzogshaus auch am Düsseldorfer Schloss tätig war. Die Befestigung der Südseite der Stadt, etwa der Bereich zwischen der heutigen evangelischen Kirche, dem Höhenzug des Klevchens und dem Klosterhof, der aufgrund der topografischen Situation aus militärischer Sicht als Angriffsstandort erfolgversprechender schienen, wurde im bastonierten System überarbeitet. Ob und wie weit auch das übrige Stadtgebiet neu befestigt wurde, ist nicht geklärt. Sowohl das 1854 entfernte Feldtor im Süden der statt (gelegen im Bereich des alten Amtsgerichts, also des früheren preußischen Landratsamts) wie auch das im Norden der Stadt gelegene und 1894 abgebrochene Unterbrucher Tor stammten aus dem 16. Jahrhundert und verfügten über geschwungene und damit durchschusssichere Poternen. Der wohl nicht durch Bastionen gesicherte Teil der Stadt war vor einem Angriff aber bereits auch durch die sich auf der Ost- wie Westseite der Stadt erstreckenden umfangreichen Teichanlagen, an die heute nur noch Straßennamen wie Haag- oder Riedweiher erinnern, besser geschützt. Gleichwohl nahmen kaiserliche Truppen 1543 in dem im Streit um das Herzogtum Geldern entbrannten Dritten Geldrischen Erbfolgekrieg Heinsberg doch ein und zerstörten es teilweise.
Möglicherweise wurde die Burg in den so genannten Raubkriegen Ludwigs XIV. Ende des 17. Jahrhunderts von französischen Truppen zerstört; schriftliche Belege hierfür liegen jedoch nicht vor. Von der ehemaligen Burganlage, heute ein Bodendenkmal, sind noch deutliche, aber im Vergleich zum ursprünglichen Bau nur geringfügige Mauerreste erhalten, ferner Reste der Stadtmauer und der späteren bastionierten Festung. Eine der Kernburg ähnliche Randhausburgruine als Sitz eines Dynasten eines römisch-deutschen Territoriums  in einem umfassenderen Bestandszustand findet sich im heute niederländischen Kessel an der Maas (Kasteel Keverberg).